# Monte Qaf

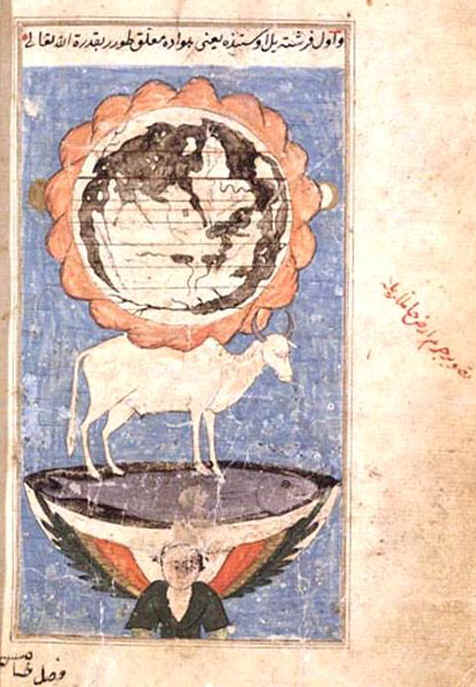
Rappresentazione del cosmo secondo Zakariyya al-Qazwini che mostra la sua visione di come è strutturato l'universo e di come sono sostenuti cielo e terra. Il monte Qāf, detto il «piolo», è la più importante delle montagne. Dio l'avrebbe posta a sostegno della terra.

Monte Qāf, conosciuto anche come Qaf-Kuh, Cafcuh, Kafkuh, Djebel Qaf, o Jabal Qaf (in arabo جبل قاف‎? Jabal Qāf o Djebel Qaf) è una catena montuosa della mitologia mediorientale.

## Storia
Il monte Qāf è una catena montuosa immaginaria sita ai limiti della Terra. Con i cerchi delle sue gigantesche vallate, essa circonda interamente il Grande Oceano (Al-Bahr al-Muhit), che cinge il mondo abitato; quest'ultimo concepito come disco quadrato piatto, nel mezzo degli anelli del Qāf. Gli esegeti dicono che il monte Qāf è di smeraldo: i suoi riflessi conferiscono al cielo il suo colore ceruleo.
L'intera montagna è rischiarata dalla «Perla che illumina la Notte», la quale riceve ogni luce dall'Albero Tūbā (cioè: di Beatitudine).
Chi percorre questa catena dalle cime impervie e dall'aria funesta, ritorna sempre alla partenza, «come il compasso, del quale una delle punte è al centro e l'altra sulla circonferenza».
Varie leggende, composte in onore di ʿAlī, raccontano che, oltre questa montagna, la primavera è perpetua, semine e raccolti avvengono nella stessa giornata, e le malattie sono ignote. Nella mitologia persiana è la dimora della Fenice o Simurgh.